# Andenamazilie
Die Andenamazilie oder auch Weißkehlamazilie (Uranomitra franciae; Syn.: Agyrtria franciae und Amazilia franciae) ist eine Vogelart aus der Familie der Kolibris (Trochilidae). Die Art hat ein großes Verbreitungsgebiet, das die südamerikanischen Länder Peru, Ecuador und Kolumbien umfasst. Der Bestand wird von der IUCN als „nicht gefährdet“ (least concern) eingeschätzt.

## Merkmale
Die Andenamazilie erreicht eine Körperlänge von etwa 9,1 Zentimetern, wobei der gerade Schnabel etwa 22 Millimeter lang ist. Der blassrosa Unterschnabel ist an der Spitze dunkel gefärbt. Die Oberseite des Männchens schimmert grün, wobei der Oberkopf violett blau ist. Die Seiten des Kopfs und der Nacken glitzern grün. Die gesamte Unterseite ist weiß mit grünen Flanken. Die Oberschwanzdecken sind kupferfarben. Der leicht gegabelte Schwanz ist bronzegrün. Kurz vor dem Schwanzende sind die Steuerfedern von einem unscharfen dunklen Band durchzogen, welches ganz am Ende in einen blassen weißen Saum übergeht. Die Weibchen sehen sehr ähnlich aus, haben aber einen grünen Oberkopf.

## Verhalten
Normalerweise fliegen Andenamazilien als Einzelgänger regelmäßig in rascher Folge ganz bestimmte Blüten an (Traplining). Gelegentlich versammeln sie sich an Baumblüten aber auch mit anderen Artgenossen und Kolibriarten. Während kurzer Ausfälle jagen sie im Fangflug Insekten, die sich oft in der Nähe von Pflanzen befinden. Gelegentlich singen sie auf freiliegenden Ästen sitzend.

## Verbreitung und Lebensraum
Andenamazilien bewegen sich gerne an feuchten bis nassen Waldrändern, in Sekundärvegetation und gerodetem Hochland mit nur vereinzelten Bäumen. In Kolumbien sind sie in Höhen zwischen 1000 und 2000 Metern anzutreffen. Die Unterart A. f. cyanocollis findet man am Oberlauf des Río Marañón in eher trockenem Gebiet mit Gestrüpp und an Waldrändern in Höhen zwischen 400 und 2750 Metern. A. f. viridiceps ist in Tumbes in Höhen zwischen 600 und 700 Metern präsent. Ihr natürlicher Lebensraum ähnelt dem anderer Amazilia-Kolibris, doch scheint es, als ob sie mehr als andere Arten dieser Gattung von Wald abhängig sind.

## Lautäußerungen
Der Gesang der Andenamazilien ist eine eher piepsig klingende Serie, die dem Gesang des Zuckervogels (Coereba flaveola) ähnelt, aber weniger melodisch klingt. Bei U. f. cyanocollis klingt dies wie eine eindringliche Serie von tiih tjuh tjuh-Tönen. Dagegen klingt der Ruf von A. f. viridiceps wie ein lautes, wild durcheinander gestreutes Piepsen, sowie einer Reihe von ti ti ti ti-Tönen.

## Unterarten

Verbreitung der Andenamazilie

Bisher sind drei Unterarten der Andenamazilie bekannt:
- Uranomitra franciae franciae (Bourcier & Mulsant, 1846)[5] – Die Nominatform kommt in Nordwest- und Zentralkolumbien vor. Hier findet man sie in den Westanden außer im Departamento de Nariño, in den Zentralanden im Tal des Río Magdalena und den östlichen Anden im  Departamento de Cundinamarca.[1]
- Uranomitra franciae viridiceps (Gould, 1860)[6] – Diese Unterart ist im Südwesten Kolumbiens über den Westen Ecuadors bis in die Region Tumbes in Peru  verbreitet.[3] In Ecuador reicht das Verbreitungsgebiet im Süden bis in die Provinz El Oro und westlich bis in die Provinz Loja. Wenige Beobachtungen gab es auch in der Provinz Zamora Chinchipe.[7] Der Oberkopf schimmert im Gegensatz zur Nominatform grün.
- Uranomitra franciae cyanocollis (Gould, 1853)[8] – Diese Subspezies ist im Norden Perus verbreitet. Der Oberkopf und die Kopfseiten sind blaugrün.[3]

## Etymologie und Forschungsgeschichte
Jules Bourcier und Étienne Mulsant beschrieben die Andenamazilie unter dem Namen Trochilus Franciæ. Das Typusexemplar stammte aus Bogotá. 1854 führte Ludwig Reichenbach die neue Gattung Uranomitra u. a. für den Andenkolibri ein. Das Wort ist griechischen Ursprungs und setzt sich aus den Worten „ouranos ουρανος“ für „Himmel“ und „mitra μιτρα“ für „Diadem, Kopfband“ zusammen. Franciae ist Susanne Françoise „Francia“ Athénaïs Bourcier (1834–1880), einer Tochter seines Bruders Joseph Marie Eugène Bourcier (1800–1875) gewidmet. John Gould vermutete, dass es eine Tochter von Jules Bourcier sei. Das Wort cyanocollis ist ein lateinisches Gebilde aus cyanos für „blauglänzend, Lapislazuli“ und -collis, collum für „-halsig, Nacken, Hals“. Viridiceps setzt sich aus den lateinischen Wörtern viridis für „grün“ und -ceps, caput für „-gekrönt, Kopf“ zusammen.